# Eormenred
Eormenred est un prince du royaume du Kent ayant vécu au VIIe siècle.

## Biographie
Eormenred n'est connu qu'à travers la « légende de sainte Mildrith », une série de textes de nature hagiographique relatant la vie de plusieurs saints appartenant à la famille royale du Kent. Son existence n'est pas pour autant remise en question par les historiens, qui considèrent que ces textes sont fondés sur des événements historiques authentiques.
Eormenred est l'un des deux fils du roi Eadbald et de la princesse franque Emma. Son statut n'est pas clair : il est possible qu'il ait régné sur ce royaume aux côtés de son père avant sa mort, en 640, ou bien de son frère Eorcenberht. Certaines versions de la « légende » ne lui donnent pas le titre de roi, ce qui constitue peut-être une tentative de nier les droits sur le trône de ses descendants. Quoi qu'il en soit, Eormenred meurt avant son frère en laissant quatre enfants de son épouse Oslafa : deux fils, Æthelred et Æthelberht, et deux filles, Eormengyth et Domne Eafe.
Avant de mourir, Eormenred confie ses deux fils à son frère. Lorsque Eorcenberht meurt à son tour, en 664, son fils et successeur Ecgberht fait assassiner Æthelberht et Æthelred, qui sont susceptibles de prétendre au trône. Les deux princes sont par la suite considérés comme des saints, et leur sœur Domne Eafe reçoit d'Ecgberht un wergild sous la forme de terres sur l'île de Thanet, où elle fonde le monastère de Minster-in-Thanet.
Il est possible qu'Oswine, un roi ultérieur de Kent, soit également un descendant d'Eormenred.